# Herbert Brownell
Herbert Brownell Jr. (20 de febrero de 1904 – 1 de mayo de 1996) fue un abogado y político republicano estadounidense. De 1953 a 1957, se desempeñó como fiscal general de los Estados Unidos en la administración del presidente Dwight D. Eisenhower .

## Primeros años y educación
Brownell, uno de los siete hijos de Herbert y May Miller Brownell, nació en el condado de Nemaha, Nebraska , cerca de la ciudad de Peru . Su padre, Herbert Brownell, fue profesor y autor en la Peru State Normal School en educación y ciencias físicas. Después de graduarse Phi Beta Kappa de la Universidad de Nebraska en 1924 y, en su último año, ser miembro de la Sociedad de Inocentes, asistió a la Facultad de Derecho de Yale, donde fue presidente del Yale Law Journal, obteniendo su título de abogado en 1927. Mientras estaba en la Universidad de Nebraska, se unió a la fraternidad Delta Upsilon .
El hermano de Brownell, Samuel Brownell, sirvió como Comisionado de Educación de Estados Unidos entre 1953 y 1956.

## Carrera jurídica
Brownell fue admitido en el Colegio de Abogados de Nueva York y comenzó a ejercer en la ciudad de Nueva York . En febrero de 1929, se unió al bufete de abogados Lord Day & Lord en Nueva York y, a excepción de los períodos de servicio gubernamental, permaneció con ellos hasta su jubilación en 1989. Se casó con Doris McCarter el 16 de junio de 1934. Tuvieron cuatro hijos (Joan Brownell, Ann Brownell, Thomas McCarter Brownell y James Barker Brownell) y permanecieron juntos hasta la muerte de McCarter el 12 de junio de 1979. Se casó con su segunda esposa Marion Taylor en 1987, pero la pareja se separó y se divorció en diciembre de 1989.
Su cliente más importante fue el famoso multimillonario naviero griego Aristóteles Onassis ; inmediatamente después del final de la Segunda Guerra Mundial, Onassis estaba ansioso por tener en sus manos los petroleros T2 construidos originalmente para las necesidades de la Marina de los EE. UU . en tiempos de guerra . Los petroleros finalmente se pusieron a la venta, pero como se consideró que tenían un valor estratégico militar en caso de otra guerra, se ofrecieron solo a ciudadanos estadounidenses.
Brownell ayudó a Onassis a idear un plan de corporaciones estadounidenses ficticias, lo que le permitió eludir las regulaciones y comprar los petroleros a través de estas corporaciones ficticias. Más tarde, como Fiscal General, Brownell se vería obligado a cambiar de bando bajo la presión del director del FBI, J. Edgar Hoover, y su Departamento de Justicia acusaría a Onassis (finalmente Onassis y el gobierno de los EE. UU. llegaron a un acuerdo).

## Carrera política estatal
Además de ejercer la abogacía, Brownell tuvo una larga y activa carrera política como republicano . Fue miembro de la Asamblea del Estado de Nueva York (condado de Nueva York, distrito 10) en 1933 , 1934 , 1935 , 1936 y 1937 .
En 1942, fue el director de campaña de la elección de Thomas Dewey como gobernador de Nueva York . También dirigió las campañas de Dewey para presidente en 1944 y 1948. De 1944 a 1946, fue el presidente del Comité Nacional Republicano , donde se centró en modernizarlo con métodos avanzados de sondeo y técnicas de recaudación de fondos. Muchos le atribuyeron el mérito de haber contribuido decisivamente a que los republicanos obtuvieran el control del Congreso de los Estados Unidos en las elecciones de mitad de mandato de 1946 .
En 1952, Brownell desempeñó un papel importante a la hora de convencer al general Dwight Eisenhower , entonces comandante supremo de los aliados en Europa, de que se postulara a la presidencia de los Estados Unidos y colaboró en la campaña de Eisenhower. Junto con Dewey, Brownell fue fundamental en la elección de Richard Nixon como compañero de fórmula de Eisenhower para vicepresidente.

## Ministro de justicia
El entonces fiscal general saliente, James P. McGranery (izquierda), informa a Brownell, entonces designado por Eisenhower para el cargo, sobre el Departamento de Justicia el 20 de diciembre de 1952, en medio de la transición presidencial de Dwight D. Eisenhower.
Brownell fue designado por Eisenhower como Fiscal General y sirvió desde el 21 de enero de 1953 hasta el 23 de octubre de 1957. El 6 de noviembre de 1953, Brownell dijo a los miembros del Chicago Executives Club, " Harry Dexter White era un espía ruso ... Pasó de contrabando documentos secretos a agentes rusos para su transmisión a Moscú ". Al mismo tiempo, ayudó a la administración de Eisenhower a encubrir la participación de la Unión Soviética en la guerra de Corea para evitar que los políticos macartistas la usaran para aumentar el apoyo popular para una guerra mundial a gran escala contra la Unión Soviética .
Al principio de su mandato, Brownell participó en varios casos históricos de derechos civiles , incluido Brown v. Board of Education .
Aunque fue debilitado por el Senado de los Estados Unidos , redactó la propuesta legislativa que finalmente se convirtió en la Ley de Derechos Civiles de 1957 , la primera ley de derechos civiles que se promulgó desde 1875. Debido a su fuerte postura a favor de los derechos civiles, Brownell se volvió muy impopular en el Sur .
Eisenhower decidió a regañadientes no nominar a Brownell para la Corte Suprema cuando se produjeron vacantes en 1957 y 1958, ya que temía que los segregacionistas en el Senado lucharan y derrotaran la nominación.

Brownell renunció a su cargo de Fiscal General sólo después de que se hubiera seguido su consejo en el caso de la desegregación de Little Rock . Osro Cobb , Fiscal de los Estados Unidos para el Distrito Este de Arkansas, reflexiona sobre el mandato de Brownell:
...Brownell se mantuvo firme en su postura de mantener una línea dura en la disputa por la integración . Su consejo fue seguido. El gobierno estaba comprometido y no había una manera fácil de salir de la controversia. Muchas personas de ambos lados de la controversia estaban cada vez más descontentas. Me inclino a creer que, si bien el Sr. Brownell estaba genuinamente satisfecho con la política, estaba tristemente decepcionado de que no hubiera logrado mejores resultados. El impasse con el gobernador Orval Faubus puede haber contribuido sustancialmente a su decisión de retirarse. Es posible que no obtengamos la respuesta hasta que escriba sus memorias, si es que lo hace, pero lo dudo incluso entonces porque el Herbert Brownell que llegué a conocer no escribiría sobre sus secretos personales. El Sr. Brownell fue alabado y condenado al mismo tiempo cuando dejó el cargo... 

## Vida posterior
En 1965, Brownell presidió un comité para encontrar civiles que servirían en la primera Junta imparcial de Revisión de Quejas Civiles del Departamento de Policía de la Ciudad de Nueva York , la primera supervisión ciudadana de la policía en el país.
Brownell se descartó de la consideración para el nombramiento del presidente Richard Nixon como Presidente de la Corte Suprema de los Estados Unidos para reemplazar a Earl Warren en 1969, siendo el reemplazo final Warren E. Burger . [ 7 ]
Posteriormente, Brownell sirvió como representante de los Estados Unidos ante la Corte Permanente de Arbitraje de La Haya y, de 1972 a 1974, fue enviado especial de Estados Unidos a México para las negociaciones sobre el río Colorado .
Además de muchos honores y otros roles cívicos, Brownell también fue presidente del Colegio de Abogados de la Ciudad de Nueva York en 1982. De 1986 a 1989 sirvió en la Comisión para el Bicentenario de la Constitución de los Estados Unidos . Murió de cáncer en el New York Hospital Cornell-Medical Center en Manhattan, Nueva York , a los 92 años.